# Johannes Beltz

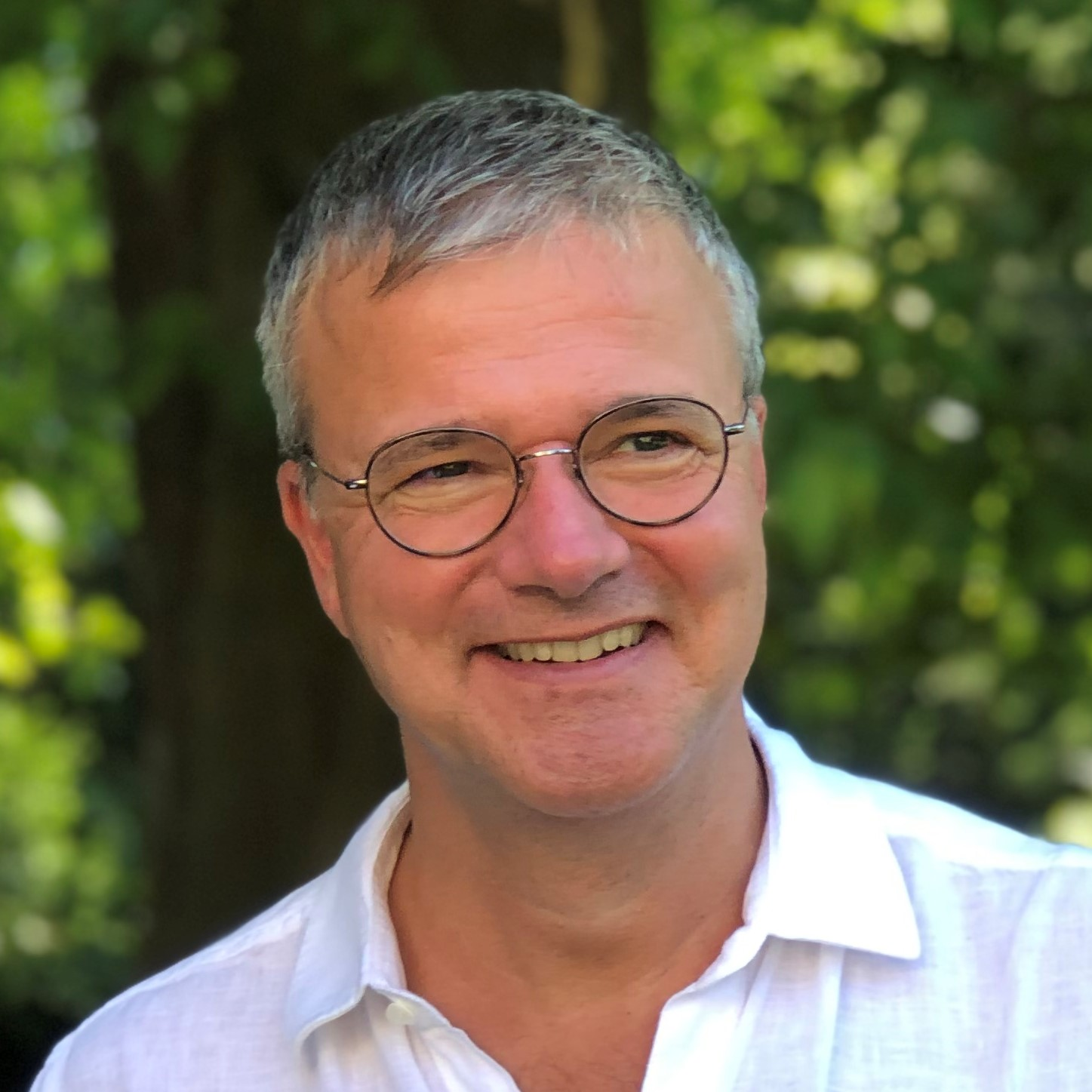
Johannes Beltz (2020)

Johannes Beltz (* 1967 in Ost-Berlin) ist ein deutsch-schweizerischer Kurator, Autor und Dozent.

## Werdegang
Johannes Beltz ist der Sohn des Religionswissenschaftlers und Orientalisten Walter Beltz und dessen Frau Sigrid, geb. Thürmer. In Berlin besuchte er die 10. Polytechnische Oberschule Helene Weigel und danach die Erweiterte Oberschule Ernst Abbe in Eisenach, wo er das Abitur ablegte. Nach dem Wehrdienst in der NVA studierte er bis 1991 Theologie, Indologie und Religionswissenschaften an der Martin-Luther-Universität Halle/Saale. Es folgten Studienaufenthalte an der Université des Sciences Humaines in Strassburg, an der Sorbonne und am Institut Protestant de Théologie in Paris und an der Universität Lausanne. Im Rahmen seiner Doktorarbeit in den 1990er Jahren forschte Beltz erstmalig in Indien zum Thema Religionen und Kastensystem in Indien. 1999 erfolgte die Dissertation (Ph.D.) an der Universität Lausanne und der Pariser École pratique des hautes études.
Bis 2002 war Beltz am Südasien-Institut der Universität Heidelberg tätig. Anschliessend wurde er wissenschaftlicher Mitarbeiter am Museum Rietberg in Zürich. Dort betreute er die Sammlungen indischer Bronzen, Skulpturen und Textilien sowie die Südostasiensammlung. Er leitet seit 2009 als Kuratorium und wirkt seit 2016 als stellvertretender Direktor.
Am Museum Rietberg (ko-)kuratierte und leitete Beltz internationale Ausstellungen wie «Nächster Halt Nirvana – Annäherungen an den Buddhismus» (2018), «Schattentheater aus Java. Geschichten übers Leben und die Welt» (2020) oder «Jain sein – Kunst und Leben einer indischen Religion» (2022).
Zudem lehrte Beltz an der Universität Zürich und an der Pädagogischen Hochschule Zürich.

## Kuratierte Ausstellungen
- 2003: Ganesha: Der Gott mit dem Elefantenkopf. Haus zum Kiel, Zürich, 16. Mai–7. September 2003
- 2004: Hinduistisches Zürich: Eine Entdeckungsreise. Stadthaus Zürich, 22. Oktober 2004–26. Februar 2005
- 2004: (mit Eberhard Fischer, Desmond Lazaro und Shammi Sharma) Indische Farben: Materialien und Techniken der Pigmentmalerei in Rajasthan. Haus zum Kiel, Zürich, 2. Juli–7. November 2004
- 2005: (mit Eberhard Fischer und Siddhartha Das) Indische Fächer. Die Pankha-Sammlung von Jatin Das. Haus zum Kiel, Zürich, 13. Mai–11. September 2005
- 2008: (mit Saskia Kersenboom) Shiva Nataraja. Der kosmische Tänzer. Museum Rietberg, Zürich, 16. November 2008–1. März 2009
- 2009: (mit Cornelia Mallebrein, Balan Nambiar und Heidrun Brückner) Wenn Masken tanzen. Rituelles Theater und Bronzekunst aus Südindien. Museum Rietberg, 17. Mai–18. Oktober 2009
- 2010: (mit Annemarie Jordan Gschwend) Elfenbeine aus Ceylon: Globalisierung im 16. Jahrhundert. Museum Rietberg, 28. November 2010–13. März 2011
- 2012: (mit Cornelia Mallebrein) Streetparade der Götter: Bronzekunst aus Indiens Dörfern. Museum Rietberg, 20. Juli–11. November 2012
- 2014: (mit Marie Eve Celio) Klang-Körper. Saiteninstrumente aus Indien. Museum Rietberg, 5. September 2014–19. April 2015
- 2014: (mit Andrea Kuratli) Alice Boner: A visionary artist und scholar across two continents. Chatrapati Maharaj Shivaji Vastu Sangrahalaya, Mumbai, 29. November 2014–31. Januar 2015
- 2015: (mit Marie Eve Celio-Scheurer und Ruchira Ghose) Cadence und Counterpoint: Documenting Santal Traditions. National Museum Neu-Delhi, 15. April–17. Mai 2015
- 2016: Alice from Switzerland: A Visionary Artist and Scholar across two continents. National Museum Neu-Delhi, 1. September 2016–30. Oktober 2016
- 2017: (mit Andrea Kuratli) Alice Boner: A visionary artist und scholar across two continents. Bharat Kala Bhavan, Varanasi, 15. Februar–30. März 2017
- 2017: (mit Andrea Kuratli) Alice Boner in Indien: Ein Leben für die Kunst. Museum Rietberg, 23. September 2017–14. Januar 2018
- 2018: (mit Anna Hagdorn, Caroline Spicker und Alexandra von Przychowski) Nächster Halt Nirvana: Annäherungen an den Buddhismus. Museum Rietberg,  13. Dezember 2018–31. März 2019
- 2019: (mit Caroline Widmer und Quddus Mirza) Zeit-Räume, Zeitgenössische Miniaturmalerei aus Pakistan. Zürich / Karachi, Park-Villa Rieter, Canvas Gallery, Karachi, 21. Februar–16. Juni 2019
- 2022: (mit Michaela Blaser, Marion Frenger, Patrick Krüger und Harsha Vinay) Jain sein, Kunst und Leben einer indischen Religion. Museum Rietberg, 18. November 2022–30. April 2023

## Ehrenamtliche Tätigkeiten
Beltz war von 2013 bis 2019 Mitglied der Ethikkommission von ICOM Schweiz. Von 2017 bis 2023 gehörte er dem Standing Committee on Ethics (ETHCOM) an. Seit 2020 ist er als Berater des Museums- und Ausstellungsnetzwerks Green Barbet India (GBI) tätig. Von 2011 bis 2021 war er beratend als Senior Consultant für das Alice Boner Institut in Varanasi tätig.

## Publikationen (Auswahl)
- Mahar, Bouddhiste et Dalit. Conversion religieuse et émancipation sociopolitique dans l'Inde des castes. Zugl. Diss. Lang, 2001, ISBN 3-906766-23-3.
- Next Stop, Nirvana? Measuring the Success, Impact, and Sustainability of a Buddhist Art Exhibition. In: Orientations 52/4, 2021, S. 59–65.
- Provenienzforschung reicht nicht! Museale Praxis im Zeitalter von Dekolonisierung und Globalisierung. In: Pia Schölnberger (Hrsg.): Das Museum im kolonialen Kontext. Czernin, Wien 2021, ISBN 978-3-7076-0735-2,  S. 380–400.
- Indiens heilige Kühe – Methodische Überlegungen zur Ausbildung von Lehrpersonen im Schulfach 'Religionen, Kulturen, Ethik' des Kantons Zürich und zum Lehrmittel 'Blickpunkt 3 – Religion und Kultur. In: Zeitschrift für Religionskunde 10/2022, S. 159–177, doi:10.26034/fr.zfrk.2022.115
- Shiva danse à travers l’espace et le temps. Dilemmes et défis de la présentation d’objets religieux dans des contextes muséaux et scolaires. In: Zeitschrift für Religionskunde / Revue de didactique des sciences des religions, 11, 2023, S. 20–37, doi:10.26034/fr.zfrk.2023.3637
- Jainismus, Tiere und Veganismus in der Schweiz. In: Plattform Religion.ch vom 21. Februar 2023 (online)
- mit Eva von Reumont: Leaving Javanese Shadow Theatre (Wayang Kulit) Religiously Unlabelled: The Challenge of Presenting Non-European Art in a European Museum. In: Entangled Religion 13/7, 2023, doi:10.46586/er.13.2023.11038